# A PIECE OF REINCARNATION
『A PIECE OF REINCARNATION』（ア ピース オブ リンカーネイション）は、日本のロックバンド、L'Arc〜en〜CielのMV・ライブ映像集。VHS版は1998年4月22日、DVD版は1999年8月11日に発売。発売元はKi/oon Records。

## 解説
本作品は、L'Arc〜en〜Cielのミュージック・クリップ3曲に加え、1997年12月23日に東京ドームで開催したライブ「1997 REINCARNATION」の模様を2曲を収録した映像作品である。また、本作はL'Arc〜en〜Cielにyukihiroが正式加入してから発表した初の映像作品となった。
本作に収録された前半の3曲には、「虹」「winter fall」「DIVE TO BLUE」のミュージック・ビデオが収録されている。そして後半の2曲には、ライブ「1997 REINCARNATION」から「Shout at the Devil」と「虹」のライブ映像が収録されている。
ライブ「1997 REINCARNATION」は、1997年11月4日にドラマー、sakuraが脱退した後、L'Arc〜en〜Cielが久々に開催した公演で、hyde、ken、tetsuya（当時の名義はtetsu）の3人で行った唯一の公演となっている。なお、このライブではサポートドラマーとして、1998年1月1日付けで正式メンバーになるyukihiro（ex.DIE IN CRIES、ex.OPTIC NERVE、ex.ZI:KILL）が参加している。当時のL'Arc〜en〜Cielは、1997年2月24日にsakuraが覚醒剤取締法違反で逮捕された影響により、表立った活動を控えていた背景があり、本公演は活動再開を告げる一大イベントとなった。なお、この公演には、会場となった東京ドームの当時の愛称「BIG EGG（ビッグエッグ）」にちなみ、＜大きなあたたかいたまごから僕たちはもう一度生まれた＞というキャッチコピーが付けられている。
また、このライブはtetsuyaの発案により、L'Arc〜en〜Cielとして初めて東京ドームで開催されることになった。後年tetsuyaは、この公演を振り返り「賭けでしたけど、"絶対にドームじゃなきゃダメだ"って言ったんですよ。『heavenly』のツアー・ファイナルで武道館をやって、『True』のツアーも1997年1月に武道館でファイナルをやったんですよね。だから、また同じ武道館じゃダメだと思ったんです。sakuraは脱退したし、同じような会場で同じようなことをやっても、ラルクはもうダメになっちゃったと思われるんじゃないかって。だから絶対に良くなったって思わせたくて、復活ライブをやるなら東京ドーム。そうじゃなきゃ絶対にダメって。かなり反対されたんですけど」と述懐している。結果、このライブのチケットは東京ドーム公演史上最短の4分で完売し、観客動員数は56,000人を記録した。なお、yukihiroは2021年に受けたインタビューにおいて、「L'Arc〜en〜Cielの活動で印象に残っている出来事」として、この当時のことをあげており、「まだバンドをやれるんだなと思った」と述べている。
また、このライブの模様は、公演当日にWOWOWで全編生中継されている。そして、2011年4月6日に発表したボックス・セット『FIVE LIVE ARCHIVES 2』には、ライブ全編の映像が初収録されている。
フィジカルは通常盤（VHS/DVD）の1形態でリリースされている。本作のタイトルに含めた「REINCARNATION」は、日本語で「転生」を意味しており、ライブのキャッチコピーを内包する意図でつけられている。また、本作のジャケットには、「アポロ11号が月面着陸したときに月に残ったアームストロング船長の足跡」の写真が使われており、タイトルと同様に＜新たな一歩を踏み出したL'Arc〜en〜Ciel＞を想起させるデザインとなっている。
なお、本作には、L'Arc〜en〜Cielがライブ「1997 REINCARNATION」においてライブグッズとして発売した「ラルクっち」というゲームのオリジナルCM映像が収録されている。この商品は、当時流行していたキーチェーンタイプの電子ゲーム「たまごっち」を真似た形状をしており、内容は「ラル男とラル子の"愛情度"を上げて100％を目指す」というものである。この映像は、ミュージック・ビデオとミュージック・ビデオの間に収録されており、計2タイプのCMが制作されている。余談だが、1998年に開催したホールツアー「Tour '98 ハートに火をつけろ!」のライブグッズとしてこのゲームの続編が販売されており、ツアーの前半に「ラルクッちZ」、ツアーの後半に「ラルクッちP!」がリリースされている。また、本作のスタッフロールには、ミュージック・ビデオのメイキング映像が流されている。
本作は発売初週となる1998年5月4日付のオリコン週間ビデオチャートで自身初の首位を獲得している。また、発売2週目でも首位を獲得しており、これにより2週連続首位獲得作品となった。
発売翌年の1999年8月11日にはミュージック・クリップ集『CHRONICLE』の発売に合わせ、本作のDVD版がリリースされている。また、2003年12月17日には、DVD版が未発売だった『眠りによせて』『and She Said』『Siesta 〜Film of Dreams〜』『heavenly 〜films〜』に加え、本作品と『ハートに火をつけろ!』のDVD再発版が同時発売された。

## 収録曲
1. 虹 (Clip)
ディレクター: 竹内スグル
2. winter fall (Clip)
ディレクター: 竹石渉
3. DIVE TO BLUE (Clip)
ディレクター: 竹石渉
4. Shout at the Devil (TOKYO DOME LIVE)
5. 虹 (TOKYO DOME LIVE)

## クレジット
フィジカルに付属するブックレットよりミュージック・クリップ、CM映像の制作に関わる部分のみ転載。日本語表記が確認出来ない部分に関しては原文ママとする。
- hyde：Vocal
- ken：Guitar
- tetsu：Bass
- yukihiro：Drums

| [Clips Staff] 虹 - Production: Hirotaka Kajita - Production Manager: Shigehiko Kumagai, Hiroyuki Ohara - Director: 竹内スグル - Chief: Daisuke Yamamoto - Lighting: Masamoto Yamamoto - Hair and Make: Yukiko - Styling: Mika Okamiya - Camera: Yoshiaki Hara - LONDON Coordinator: Hideki Takezawa - GERMANY Coordinator: Shiro Kotake - EED: Kiyoshi Kato winter fall - Director: 竹石渉 - DOP: Tetsuya Kamoto - L.A Coordinator: Shingo Kidaka, Yujiro Noda - Production Manager: Yoshiko Ishibashi（D-DASH） - Hair and Make: Yukiko - Styling: Mika Okamiya, Yumiko Kuronuma - Photographer: Toshikazu Oguruma - Production Manager: Charles Labelle - Production Coordinator: Marisa pearson - 1st A.C: Akihiko Nihonmatsu - 2nd A.C: Chou Takahashi - Car Prep/Driver: Larry Boenzel, ray - Bilingual Assistant: Rika Tatsushima, Moto Kato - Production Assistant: John Kostos, Digby Cottrell - Steadicam Oper.: Mark Bosch - Grip: Ray Shaffer DIVE TO BLUE - Director: 竹石渉 - Production Manager: Yoshiko Ishibashi（D-DASH）, Hidekazu Tanba（D-DASH） - DOP: Tetsuya Kamoto - Chief: Tsutomu Tada - Light: APPLE BOX - Hair and Make: Imakita - Styling: Mika Okamiya - Art: YAMAZAKI BIJUTSU - Funcky man: Megumi Oikawa - Studio: OFUNA SATSUEIJO | [L'Arc〜en〜Ciel L'Arctchi CM STAFF] - Cast - A girl: Katie Aguero - Santa Claus & Dracula: Robin Suchy - Camera: Katsumi Noguchi（CAMERA HOUSE） - VE: Kazuhiko Kamimura（Fésta Planning inc.） - Lighting: Shinichi Kawahara（Quatre） - Hair & Make: Yuko Takamori - Art: Michiyo Sekiguchi（SEP ART）, Moriaki Sasaki - EED: Kazuya Kurihara（STUDIO 629） - MA: Mitsutoshi Kunisue（MARUNI STUDIO） - Production Manager: Naoya Taniguchi - Director: Higuchinsky - Producer: Masami Murano, Kyoko Hayasaka [A PIECE OF REINCARNATION VIDEO STAFF] - Carmera: Yoshiaki Hara, MANAGERS, tetsu（L'Arc〜en〜Ciel） - EED: Kazuya Kurihara - MA: Mitsutoshi Kunisue - Cheif: Producer: Hirotaka Kajita - Producer: Masami Murano, Kyoko Hayasaka - Direcotr: Yusuke Kurita - A&R Director: 中山千恵子（Ki/oon Records） - A&R: 中山道彦（Ki/oon Records） - Management: Kenichi Iida（Danger Crue inc.）, Takayuki Seki（Danger Crue inc.）, Kazuhiko Matsuzono（Danger Crue inc.） - Cover Photo by Photo CD Sampler with FILM - Cover AD.D.: Masashi Tanaka（prime direction inc.） - Products Coordinator: Satomi Kurosaki（Ki/oon Records） - Executive Producer: Tatsuo Adachi（Ki/oon Records）, Haruhiko "HARRY" Yoshida（Ki/oon Records）, 大石征裕（Ki/oon Records） |